# Tripterygiidae
Tripterygiidae é uma família de peixes da subordem Blennioidei.

## Géneros
Existem cerca de 150 espécies agrupadas em 30 géneros:
- Acanthanectes
- Apopterygion
- Axoclinus
- Bellapiscis
- Blennodon
- Brachynectes
- Ceratobregma
- Cremnochorites
- Crocodilichthys
- Cryptichthys
- Enneanectes
- Enneapterygius
- Forsterygion
- Gilloblennius
- Grahamina
- Helcogramma
- Helcogrammoides
- Karalepis
- Lepidoblennius
- Lepidonectes
- Norfolkia
- Notoclinops
- Notoclinus
- Obliquichthys
- Ruanoho
- Springerichthys
- Trianectes
- Trinorfolkia
- Tripterygion
  - Tripterygion chilensis
- Ucla